# Mugã (Cáucaso)
Mugã ou Mogã (Mugan ou Mogan) é uma extensa estepe baixa da região do Azerbaijão, dividida desde o Tratado de Turcamanchai de 1828 entre o Império Russo (e depois a União Soviética e atual Azerbaijão) e a Pérsia. No lado persa, englobava a província do Azerbaijão Oriental até 1993 e desde então a porção norte da província de Ardabil. Seu limite sul está junto do monte Coruzlu, enquanto foi delimitada a oeste pelos rios Cassaru e Aras e a norte e leste pela fronteira persa e o rio Balharu. No centro da porção persa, existe um trecho de terra muito fértil que se estende por 25 a 30 quilômetros paralelo à margem sul do Aras.